# (8208) Volta
(8208) Volta – planetoida z grupy pasa głównego asteroid okrążająca Słońce w ciągu 4 lat i 20 dni w średniej odległości 2,54 au. Została odkryta 28 lutego 1995 roku w obserwatorium w Sormano przez Piero Sicoliego i Pierangelo Ghezziego. Nazwa planetoidy pochodzi od Alessandro Volty, włoskiego fizyka. Przed nadaniem nazwy planetoida nosiła oznaczenie tymczasowe (8208) 1995 DL2.